# ستيفن أوين (لغوي)
ستيفن أوين (بالإنجليزية: Stephen Owen)‏ هو لغوي أمريكي، ولد في 30 أكتوبر 1946 في سانت لويس في الولايات المتحدة.